# Lepthyphantes chamberlini
Lepthyphantes chamberlini este o specie de păianjeni din genul Lepthyphantes, familia Linyphiidae, descrisă de Schenkel, 1950. Conform Catalogue of Life specia Lepthyphantes chamberlini nu are subspecii cunoscute.